# توآ فریزر
توآ فریزر (انگلیسی: Toa Fraser؛ زادهٔ ۱ ژانویهٔ ۱۹۷۵) کارگردان فیلم، و فیلم‌نامه‌نویس اهل نیوزیلند است. وی فیلمی به نام ۶ روز را کارگردانی کرد که اشغال سفارت ایران در لندن را به تصویر کشیده است.

## زندگی شخصی
فریزر در سال ۱۹۸۹ به اوکلند (نیوزیلند) نقل مکان کرد. او در کالج، اوکلند تحصیل کرد و فارغ التحصیل دانشگاه آکلند است. پدر او یوجین فریزر است که هم برای بی‌بی‌سی و هم برای بسیاری از ایستگاه‌های رادیویی و تلویزیونی دیگر در سراسر جهان به عنوان مجری رادیو کار کرده است. در آوریل ۲۰۲۱، فریزر از طریق توئیتر اعلام کرد که در سال ۲۰۱۶ به بیماری پارکینسون مبتلا شده‌است.